# Tõutsi
Tõutsi – wieś położona w estońskiej gminie Otepää.
Według spisu ludności z 2021 roku wieś Tõutsi miała 60 mieszkańców.

## Demografia
W 2006 roku w Tõutsi mieszkało 49 mieszkańców. Według danych zebranych w 2014 roku w Tõutsi mieszkało 68 osób. Największa rodzina miała dziewięcioro dzieci, a w całej wsi nie było ani jednej rodziny z mniejszą liczbą dzieci niż dwójka. Pod koniec 2021 roku liczba mieszkańców wzrosła do 60 mieszkańców.

## Kultura
We wsi swoją siedzibę ma stowarzyszenie Kappermäe (est. Kappermäe Seltsi). Stowarzyszenie działa na rzecz czterech wiosek: Tõutsi, Ilmjärve, Kassiratta i Kaurutootsi. Celem stowarzyszenia jest rozwój życia kulturalnego wsi, docenianie i ochrona bogatego dziedzictwa historycznego, walorów przyrodniczych i podstawowych wartości życiowych.

## Transport
Pod koniec czerwca 2020 roku otworzono w Tõutsi pas startowy, który jest przeznaczony do użytku dla małych samolotów, mieszczących do czterech osób. Lądowania odbywają się na własne ryzyko i po wcześniejszym uzgodnieniu z menedżerem. Pasem startowym zarządza firma Joosti Holdaiy Home.